# Torre della Maddalena
La Torre della Maddalena è una torre costiera situata a Monte Argentario. La sua ubicazione è su un poggio a picco sul mare, lungo la sponda occidentale del promontorio dell'Argentario, raggiungibile dalla strada panoramica costiera.

## Storia
La struttura fortificata costiera fu costruita dai Senesi nel corso del Quattrocento come luogo da cui poter svolgere funzioni avvistamento e di difesa attiva e passiva lungo il tratto di mare ad ovest del promontorio: all'epoca costituiva uno dei punti di riferimento del sistema difensivo costiero lungo il litorale meridionale della Repubblica di Siena.
Nella seconda metà del Cinquecento, il complesso passò agli Spagnoli che effettuarono lavori di ristrutturazione ed ampliamento, conferendo alla preesistente struttura un aspetto ulteriormente fortificato, adattando la torre al più imponente sistema difensivo dello Stato dei Presidii, potendo comunicare sia con la Torre delle Cannelle a est che con la Torre di Capo d'Uomo a nord, dalla cui posizione dominante veniva messa in comunicazione con le altre torri situate a nord-ovest e da lì non visibili.
La fortificazione costiera svolse funzioni di avvistamento, di difesa ed offesa fino agli inizi dell'Ottocento, epoca in cui l'Argentario entrò a far parte del Granducato di Toscana. Nel 1834 fu decisa la sua definitiva dismissione dalle originarie funzioni militari e, nel 1867, venne infine venduta a privati.

## Descrizione
La Torre della Maddalena si presenta come una struttura architettonica a pianta quadrangolare, poggiante su un possente basamento a scarpa cordonato.
Le strutture murarie esterne si presentano prevalentemente scialbate, pur rimanendo visibili vari blocchi di pietra di rivestimento, risalenti all'epoca di costruzione. Ad altezze diverse si aprono alcune feritoie, in passato utilizzate per svolgere funzioni di difesa attiva; la porta di accesso, al piano rialzato, era raggiungibile attraverso una rampa di scale esterna.
La parte alta della torre si presenta piuttosto irregolare, con alcuni elementi architettonici che emergono dalla terrazza sommitale di avvistamento, che in passato quasi sicuramente costituivano gli innesti per le caditoie.
Sui lati rivolti verso terra, la struttura difensiva si presenta ulteriormente fortificata, grazie ad alte cortine murarie che la cingono, costituendo di fatto un piccolo fortilizio, che venne aggiunto durante i lavori di riqualificazione effettuati dagli Spagnoli nella seconda metà del Cinquecento, garantendo ulteriori margini di sicurezza alla torre costiera.